# Dienstgrade der Feuerwehr in Mecklenburg-Vorpommern
Die Freiwilligen Feuerwehren, Pflichtfeuerwehren und Werkfeuerwehren in Mecklenburg-Vorpommern vergeben die folgenden Dienstgrade:
Die Zahlen vor manchen Dienstgraden sind keine laufenden Nummern, sondern sind Teil der Funktionsbeschreibung.
| Dienstgrad                                                          | Abzeichen                 | Funktion | Mindestausbildung |
| ------------------------------------------------------------------- | ------------------------- | --- | --- |
| Feuerwehrmannanwärter/-in                                           | Feuerwehrmannanwärter/-in | | Eintritt in die Feuerwehr |
| Feuerwehrmann/-frau                                                 | Feuerwehrmann/-frau       | Truppmann | Truppmann Teil I oder Mind. 6 Jahre Jugendfeuerwehr mit Übertritt in die Aktive |
| Oberfeuerwehrmann/-frau                                             | Oberfeuerwehrmann/-frau   | Truppmann | Truppmann Teil II + einen Fachlehrgang |
| Hauptfeuerwehrmann/-frau                                            | Hauptfeuerwehrmann/-frau  | - a) Truppführer - b) Gerätewarte in Feuerwehren - c) stellv. Jugendfeuerwehrwarte | - a) Truppführer - b) Maschinist, Gerätewart - c) Truppführer, Jugendwart (Jugendleitercard) |
| Löschmeister/in                                                     | Löschmeister/-in          | - a) Gerätewarte einer Feuerwehr mit besonderen Aufgaben - b) Jugendfeuerwehrwarte - c) stellv. Amts- oder Stadtjugendfeuerwehrwarte                                                                                                  | - a) Maschinist, Gerätewart - b) Truppführer, Jugendfeuerwehrwart (gültige Jugendleitercard) - c) Gruppenführer, Jugendfeuerwehrwart (gültige Jugendleitercard)                                                                              |
| Oberlöschmeister/in                                                 | Oberlöschmeister/-in      | - a) Gruppenführer einer Feuerwehr - b) Amts- oder Stadtjugendfeuerwehrwarte - c) stellv. Kreisjugendfeuerwehrwart | - a) Gruppenführer - b) Gruppenführer, Jugendfeuerwehrwart (gültige Jugendleitercard) - c) Gruppenführer, Jugendfeuerwehrwart (gültige Jugendleitercard)                                                                                     |
| Hauptlöschmeister/in                                                | Hauptlöschmeister/-in     | - a) Zugführer - b) Kreisausbilder - c) Kreisjugendfeuerwehrwart | - a) Gruppenführer und Zugführer - b) Gruppenführer und Ausbilder in der Feuerwehr und jeweiliger Fachlehrgang - c) Gruppenführer, Jugendfeuerwehrwart (gültige Jugendleitercard)                                                            |
| Brandmeister/in                                                     | Brandmeister/-in          | - a) Verbandsführung - b) Ortswehrführung - c) Gemeindewehrführung | - a) Gruppenführer und Zugführer und Verbandsführer - b) Gruppenführer und Leiter einer Feuerwehr - c) Gruppenführer und Leiter einer Feuerwehr                                                                                              |
| Oberbrandmeister/in                                                 | Oberbrandmeister/-in      | - a) Ortswehrführung einer großen kreisangehörigen Stadt/kreisfreien Stadt - b) Gemeindewehrführung einer Gemeindefeuerwehr mit Ortsfeuerwehren - c) Gemeindewehrführung einer Feuerwehr mit besonderen Aufgaben ohne Ortsfeuerwehren | - a) Gruppenführer und Zugführer und Leiter einer Feuerwehr - b) Gruppenführer und Zugführer und Leiter einer Feuerwehr - c) Gruppenführer und Zugführer und Leiter einer Feuerwehr                                                          |
| Hauptbrandmeister/in                                                | Hauptbrandmeister/-in     | - a) Gemeindewehrführung einer Feuerwehr mit besonderen Aufgaben und mit Ortsfeuerwehren | - a) Gruppenführer und Zugführer und Verbandsführer und Leiter einer Feuerwehr |
| Gemeindebrandmeister/in 2. Stadtbrandmeister/in Amtsbrandmeister/in | Amtsbrandmeister/-in      | - a) Gemeindewehrführung einer amtsfreien Gemeinde/großen kreisangehörigen Stadt - b) stellv. Stadtwehrführung - c) Amtswehrführung                                                                                                   | - a) Gruppenführer und Zugführer und Verbandsführer und Leiter einer Feuerwehr - b) Gruppenführer und Zugführer und Verbandsführer und Leiter einer Feuerwehr - c) Gruppenführer und Zugführer und Verbandsführer und Leiter einer Feuerwehr |
| 1. Stadtbrandmeister/in 2. Kreisbrandmeister/in                     | 1. Stadtbrandmeister/-in  | - a) Stadtwehrführung - b) stellv. Kreiswehrführung | - a) Gruppenführer und Zugführer und Verbandsführer und Leiter einer Feuerwehr - b) Gruppenführer und Zugführer und Verbandsführer und Leiter einer Feuerwehr                                                                                |
| 1. Kreisbrandmeister/in stellv. Landesbrandmeister/in               | 1. Kreisbrandmeister/-in  | - Kreiswehrführung - Vizepräsident des Landesfeuerwehrverbandes Mecklenburg-Vorpommern e.V. | - Gruppenführer und Zugführer und Verbandsführer und Leiter einer Feuerwehr - gem. Satzung des Landesfeuerwehrverbandes Mecklenburg-Vorpommern e.V.                                                                                          |
| Landesbrandmeister/in                                               | Landesbrandmeister/-in    | Präsident des Landesfeuerwehrverbandes Mecklenburg-Vorpommern e.V. | gem. Satzung des Landesfeuerwehrverbandes Mecklenburg-Vorpommern e.V. |

Darüber hinaus können Lehrgangsabzeichen auf dem linken Arm der Dienstuniform getragen werden. Dies ist ausschließlich nur dann möglich, wenn der jeweilige Lehrgang erfolgreich abgeschlossen wurde. Dazu gehören:
Führungslehrgänge:
- Gruppenführer
- Zugführer
- Verbandsführer

Fachlehrgänge:
- Atemschutzgeräteträger
- Sprechfunker
- Maschinist
- Sanitäter
- ABC-Dienst
- mehrere Fachausbildungen (falls vorhanden)